# Association sportive de l'Ariana (football)
Pour les articles homonymes, voir Association sportive de l'Ariana.
Maillots
L'Association sportive de l'Ariana (arabe : الجمعية الرياضية بأريانة), plus couramment abrégé en AS Ariana, est un club tunisien de football fondé en 1938 et basé à l'Ariana, dans la banlieue de Tunis.

## Histoire
Créé en 1938, le club participe pour la première fois aux compétitions officielles en 1944-1945, dans le cadre du critérium organisé en raison de l'arrêt du championnat. Il a alors pour président M'hammed Saïed. L'une de ses premières formations connues est celle qui joue en 1946 contre l'Avenir musulman. Elle est composée de Mahmoud - Mallah, Rachid, Journo - Asuied, Zerbib - Mornagui, Hassid, Manoubi, Nofiouni et Kouiti.
Avec la reprise du championnat et la réorganisation des compétitions, le club entame sa carrière en 1946-1947 en cinquième division. Son comité directeur, élu en août 1947, a la composition suivante : 
- Président : M'hammed Saïed ;
- Vice-présidents : Hadj Fredj Mestiri, Hassid[Qui ?], Sion Cattan, Hadj Ousman et Victor Fenech ;
- Secrétaire général : Salomon Brami ;
- Secrétaire général adjoint : Alfred Journo ;
- Trésorier : Robert Perez ;
- Trésorier adjoint : Benoit Slama ;
- Assesseurs : Anouar Testouri, Victor Bramli, Ernest Taieb et Simon Gallula.

Deux ans après, le club est en troisième division mais des difficultés l'obligent à suspendre son activité. Puis, il repart en 1951 sur des bases solides, sous la présidence de François Grenouillet. Le nouveau comité est constitué de :
- Président : François Grenouillet ;
- Vice-présidents : Victor Fenech, Aurélien Barron et Victor Bramly ;
- Secrétaire général : Tahar Jaâfar ;
- Secrétaires généraux adjoints : Mohamed Gharsallah et Jean Dellanes ;
- Trésorier : Robert Perez ;
- Trésoriers adjoints : Simon Gallula et Nino Benattar ;
- Assesseurs : Sion Cattan, Ali Ben Aljia, Ahmed Jamel, Jilani Ouelbani et Sylvain Sarfati.

Il évolue en quatrième division puis gravit progressivement les échelons pour accéder en 1969 en division nationale. Il évolue au sein de la Ligue I une seule fois, en 1969-1970. Il évolue durant la saison 2007-2008 en Ligue II avant, au terme de la saison 2008-2009, d'être relégué en Ligue III. À l'issue de la saison 2009-2010, il rétrograde à nouveau en division d'honneur (quatrième niveau), avant de revenir en Ligue III.
Durant la saison 2011-2012, l'Association sportive de l'Ariana remporte la coupe de la Ligue.
Durant les saisons 2011-2012 et 2012-2013, le club est présidé par Akil Ben Hacine, secondé par Hatem Koumenji comme secrétaire général et Ali Lachhab comme trésorier. Il arrive à retrouver sa place en Ligue II et à la conserver malgré l'instabilité technique, le club changeant plusieurs fois d'entraîneur (Lotfi Rouissi, Faysal Ben Ahmed, Hassen Gabsi puis à nouveau Ben Ahmed) et les difficultés financières ayant amené les joueurs à faire grève lors du match contre le Club sportif hilalien. 

## Infrastructures
Il a longtemps évolué au stade municipal de l'Ariana qui a une capacité de 2 000 places. Depuis avril 2009, l'équipe joue au complexe de La Soukra.

## Palmarès et bilan

### Palmarès
| \| - Championnat de Tunisie de deuxième division : - Vice-champion : 1969 - Championnat de Tunisie de troisième division (5) : - Champion : 1964, 1986, 2001, 2004, 2013 \| \| - Championnat de Tunisie de quatrième division (3) : - Champion : 1960, 1985, 2011 \| |  |                                                                                    |
| - Championnat de Tunisie de deuxième division : - Vice-champion : 1969 - Championnat de Tunisie de troisième division (5) : - Champion : 1964, 1986, 2001, 2004, 2013                                                                                                |  | - Championnat de Tunisie de quatrième division (3) : - Champion : 1960, 1985, 2011 |

### Bilan en Ligue I
| Saison    | Classement | Joués | Gagnés | Nuls | Perdus | B.P. | B.C. | Buteurs |
| --------- | ---------- | ----- | ------ | ---- | ------ | ---- | ---- | --- |
| 1969-1970 | 14         | 26    | 5      | 6    | 15     | 26   | 44   | Taoufik Belghith (9), Hattab Bayari (5), Abdellatif Guissi (5), Mohamed Harb (2), Ali Khelifi (2), Mahmoud Ben Miled, Khémis Debchi, Sadok Chaïeb (1) |

## Personnalités

### Présidents
- M'hammed Saïed (1944-1949)
- François Grenouillet (1951-1956)
- M'hammed Ben Ousmane (1956-1962)
- Mohamed Chebil (1962-1964)
- Moncef Darghouth (1964-1967)
- Hamadi Ben Ammar (1972-1973)
- Ali Mallouli (1973-1975)
- Tahar Kifagi (1975-1976)
- Taoufik Alfallah (1976-1977)
- Aïssa Baccouche (1977-1978)
- Abderrazak Baccouche (1978-1979)
- Moncef Darghouth (1979-1980)
- Tijani Ben Romdhane (1980-1981)
- Mohamed Faiçal Ben Jaafar (1981-1982)
- Aïssa Baccouche (1982-1985)
- Mohamed Faiçal Ben Jaafar (1985-1986)
- Ezzdine Zarrouk (1986-1988)
- Taoufik Ladjimi (1988-1989)
- Mongi Ben Salah (1989-1991)
- Raouf Saied (1991)
- Fakhri Ben Frej (1991-1996)
- Tarak Dhiab (1996-1998)
- Ridha Ben Sassi (1998-1999)
- Jalel Tekaïa (2000-2006)
- Chehab Khiari (2006-2008)
- Lassaad Chebbi (2008-2010)
- Mondher Zarrouk (2010-2011)
- Akil Ben Hassine (2011-2013)
- Mounir Ben Romdhane (2013-2017)
- Akil Ben Hassine (2017- )

### Entraîneurs
- 1955-1956 : Tahar Jaâfar
- 1962-1966 : Hechmi Cherif
- 1966-1968 : Naceur Limaïem
- 1968-1970 : Mouldi Belkhamsa
- 1970-1971 : Hechmi Cherif
- 1971-1972 : Hattab Bayari
- 1972-1973 : Larbi Soudani
- 1973-1974 : Mohamed Gritli
- 1974-1977 : Slah Guiza puis Ridha Bouraoui
- 1977-1978 : Taoufik Ben Slama
- 1979-1980 : Baccar Ben Miled
- 1980-1981 : Habib Meriah
- 1981-1982 : Hattab Bayari
- 1982-1983 : Slah Guiza
- 1983-1984 : Habib Meriah
- 1984-1987 : Hattab Bayari puis Mahmoud Ben Naiel
- 1987-1988 : Ali Zarrouk, Abdellatif Guissi puis Hattab Seltane
- 1988-1989 : Abdellatif Guissi
- 1989-1990 : Omrane Fitouri
- 1990-1991 : Georgi Gyurov puis Hattab Bayari
- 1991-1992 : Wahid Ben Abderrazak et Hattab Bayari puis Ridha Bouraoui
- 1992-1993 : Ridha Bouraoui, Béchir Ben Mime puis Mohamed Harb
- 1993-1994 : Youssef Seriati
- 1994-1996 : Wahid Ben Abderrazak
- 1996-1997 : Kamel Chebli
- 1997-1998 : Ali Kaabi puis Moncef Arfaoui
- 1998-1999 : Férid Ben Belgacem puis Ammar Souayah
- 1999-2001 : Férid Ben Belgacem
- 2001-2002 : Hédi Bayari
- 2002-2003 : Ali Zarrouk puis Belhassen Meriah
- 2003-2004 : Ali Ben Néji
- 2004-2005 : Samir Chemam puis Ali Ben Néji
- 2005-2007 : Chokri Khatoui puis Mohamed Tlemceni et Hamda Tiouiri
- 2007-2008 : Houssem Haj Ali puis Ali Sraieb puis Chokri Khatoui
- 2008-2009 : Mohamed Ali Khaldi, Ali Kaabi puis Chokri Khatoui
- 2009-2010 : Adel Latreche, Tarek Mekki, Rafik Rouissi puis Ali Ben Néji
- 2010-2011 : Naoufel Srarfi, Slim Abdelghaffar puis Ouahid Mnif
- 2011-2012 : Chaker Meftah puis Chokri Bejaoui
- 2012-2013 : Hakim Aoun puis Chokri Bejaoui
- 2013-2014 : Lotfi Rouissi, Faysal Ben Ahmed, Hassen Gabsi puis Faysal Ben Ahmed
- 2014-2015 : Amor Hammouda puis Faouzi Rouissi
- 2015-2016 : Faouizi Rouissi puis Saber Ben Jabria puis Faouzi Rouissi
- 2016 : Houcine Ben Sedrine
- 2016-2017 : Hassen Gabsi
- 2017-202.. : Hichem Necibi puis Hakim Oun